# Pierścień ułamków
Pierścień ułamków – uogólnienie pojęcia ciała ułamków.
Konstrukcja ciała ułamków pierścienia całkowitego {\displaystyle {\mathfrak {R}}} wymaga, by zbiór mianowników był określony jako {\displaystyle {\mathfrak {R}}\setminus \{0\}}. Konstrukcja pierścienia ułamków jest podobna, lecz zamiast zbioru mianowników {\displaystyle {\mathfrak {R}}\setminus \{0\}} dopuszcza się dowolny podzbiór multyplikatywny {\displaystyle {\mathcal {S}}}.
Definiuje się relację równoważności w zbiorze {\displaystyle {\mathfrak {R}}\times {\mathcal {S}},} gdzie {\displaystyle {\mathfrak {R}}} jest dziedziną całkowitości, a {\displaystyle {\mathcal {S}}} jej podzbiorem multyplikatywnym:
{\displaystyle (r_{1},s_{1})\wr (r_{2},s_{2})\Leftrightarrow r_{1}s_{2}=r_{2}s_{1}}.
Otrzymana w ten sposób struktura {\displaystyle ({\mathfrak {R}}\times {\mathcal {S}})/_{\wr }} (wraz z odpowiednimi działaniami, zdefiniowanymi analogicznie jak w konstrukcji ciała ułamków) jest dziedziną całkowitości, oznaczaną zazwyczaj symbolem {\displaystyle {\mathcal {S}}^{-1}{\mathfrak {R}}} i nazywaną pierścieniem ułamków dziedziny {\displaystyle {\mathfrak {R}}} względem podzbioru multyplikatywnego {\displaystyle {\mathcal {S}}}.
Istnieje zanurzenie pierścienia {\displaystyle {\mathfrak {R}}} w {\displaystyle {\mathcal {S}}^{-1}{\mathfrak {R}},} co umożliwia utożsamienie elementów pierścienia {\displaystyle {\mathfrak {R}}} z odpowiednimi ułamkami pierścienia ułamków.
Dla każdej dziedziny całkowitości {\displaystyle {\mathfrak {R}}} zbiór {\displaystyle {\mathfrak {R}}\setminus \{0\}} jest podzbiorem multyplikatywnym, co sprowadza ten przypadek do pojęcia ciała ułamków.